# Michael von Reineke

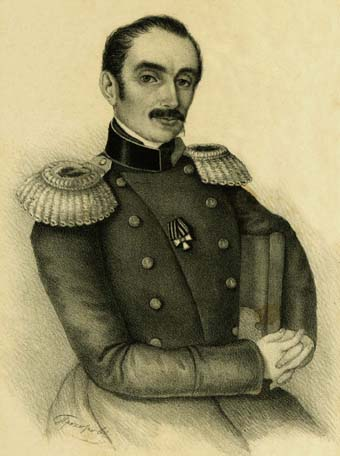
Michael Reineke

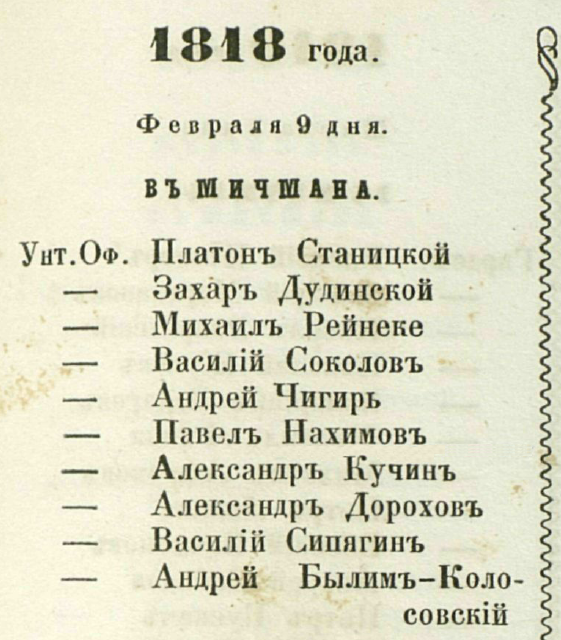
Liste der Absolventen der russischen Kadettenanstalt vom 9. Februar 1818; darunter Michael Reineke und Pawel Nachimow

Michael von Reineke (russisch Михаил Францевич Рейнеке Michail Franzewitsch Rejneke; auch Reinecke oder Reinken, * 10. Novemberjul. / 22. November 1801greg. auf dem Gut Grothusenshof in der Nähe von Wenden im Livland; † 17. Apriljul. / 29. April 1859greg. in Frankfurt am Main) war ein deutschbaltischer Vizeadmiral der kaiserlich-russischen Marine und Hydrograph in russischen Diensten. Er war Mitglied der Russischen Geographischen Gesellschaft und enger Freund von Pawel Stepanowitsch Nachimow, dem Verteidiger von Sewastopol.

## Frühes Leben
Reineke war der Sohn des in Grothusenshof ansässigen und in Riga tätigen Hofrates Franz Reineke (1746–1821). Er erhielt seine Erstausbildung im Haus seiner Eltern und ab 1812 in einem Internat in Sankt Petersburg. Er war ein Jugendfreund der Gebrüder Bestuschew (Michail, Alexander). Zusammen mit diesen trat Reineke 1814 in die Kadettenanstalt der Marine ein, im Juni 1815 wurde er Fähnrich. Am 9. Februar 1818 absolvierte er die Kadettenschule im Range eines Oberfähnrichs (Midshipman), zusammen mit seinem Mitschüler Pawel Nachimow. Ab 1818 diente Reineke als Geschwader-Adjutant des Kapitän-Kommandeurs E. P. Götzen in Kronstadt und wurde im März 1823 zum Leutnant befördert.

## Expeditionen und Laufbahn
Auf seiner ersten Expedition 1824 besegelte er unter dem Kommando von D. A. Demidow auf der Brigg Ketti das Weiße Meer. Diese Expedition brachte zwar nicht die gewünschten Ergebnisse, aber Reineke sammelte erste Erfahrungen auf dem Gebiet der praktischen Hydrographie. Im Februar 1826 wurde er Leiter einer Expedition nach Lappland. Er beschrieb die Küsten der Kola-Bucht, den Fluss Tuloma und das westliche Lappland. Im gleichen Jahr erhielt er die Brigantine Lapominka und zwei kleine Schoner, Nomer 1 und Nomer 2, die in Archangelsk speziell für den Dienst im Weißen Meer entworfen worden waren. Am 4. März 1827 wurde Reinecke auf Anregung des Adam Johann von Krusenstern zum Leiter der Expeditionen ins Weiße Meer ernannt. Fortan unternahm er bis 1852 eine Reihe von hydrologischen Expedition in die Barentssee, Ostsee und das Weiße Meer. 1832 wurde er dem Annen-Orden 3. Klasse ausgezeichnet und zum Kapitänleutnant befördert.
1833 veröffentlichte er den Atlas des Weißen Meeres und der Küste von Lappland, wofür er mit dem Demidow-Preis geehrt wurde.
1840 wurde auf seinen Vorschlag der Kronstädter Pegel eingerichtet, und im gleichen Jahr wurde er zum Kapitän befördert. Am 6. Dezember 1849 wurde er zum Generalmajor befördert. 1853 erkrankte er und besuchte auf ärztlichen Rat die Krim zur Kur. Er war mit Admiral Nachimow befreundet und wurde Augenzeuge des Krimkrieges. Im Juni 1855 kehrte Reineke nach Sankt Petersburg zurück und wurde zum Präsidenten des Gelehrten-Komitees der Marine, dann im August 1855 zum Vizeadmiral und Direktor der Hydrographischen Abteilung der Marine befördert. Sodann fungierte er bis 1857 als Inspektor des Steuermannskorps der russischen Ostseeflotte. 1856 wurde er zum korrespondierenden Mitglied der Russischen Akademie der Wissenschaften in Sankt Petersburg gewählt. Im Dezember 1857 wurde er aus gesundheitlichen Gründen in den Ruhestand versetzt, und reiste im Mai 1858 zur Heilung nach Bad Schwalbach, im September nach Heidelberg und im April 1859 nach Wiesbaden. Am Abend des 15. April 1859 erreichte Reinecke Frankfurt am Main, wo er tags darauf verstarb.

## Trivia
Reineke zu Ehren wurden zwei Inseln benannt: Die Reineke-Insel im Ochotskischen Meer sowie die Reineke-Insel im Japanischen Meer.